# Хавенка (Липецкая область)
Хавенка — посёлок в Чаплыгинском районе Липецкой области Российской Федерации. Входит в состав Истобенского сельсовета.

## География
Посёлок находится на берегу реки Ягодная Ряса (по старинным документам — речка Ховенка), по правую сторону большой Козловской дороги.

### Часовой пояс
Посёлок Хавенка, как и вся Липецкая область, находится в часовой зоне МСК (московское время). Смещение применяемого времени относительно UTC составляет +3:00.

## Население
| 2010 |
| ---- |
| 3    |